# SEGAHIKARU
SEGAHIKARU（セガヒカル/ヒカル）は、セガが開発したアーケードゲーム基板。

## 概要
基板全面に多数のカスタムチップを搭載し、業界で初めてフォンシェーディングを実現、ジオメトリ機能や各種エフェクト機能をハードウェア機能でサポートしているためCPUにかかる負担が少ない。半透明ポリゴン処理能力はNAOMIの4倍以上あり、重ね合わせることによって『消防士』のような独特の水や炎の表現が可能になる。またHIKARUの名前の由来にもなった光源数の多さは、フォンシェーディングと併用することによって発色の美しいCG映像を実現している。
サウンド機能はチップ、RAM容量ともNAOMIと同様の構成となっている。
価格がNAOMIと比べて高価なため、映像面の迫力を重視する専用大型筐体ゲームのみに使用された。
本基板は、NAOMIのバージョンアップ版であるNAOMI2を除いた場合、セガがシステムアーキテクチャを含めて独自に設計した最後の基板となった。同時期に登場したNAOMIもセガ独自の設計であるものの、ドリームキャストの設計の転用で作られているように、以降のアーケードゲームでは家庭用ゲーム機（ハード）やパソコン（PC）のシステムアーキテクチャを転用した基板が主流となって行き（以降のセガとしては前者にXbox互換のChihiro、後者にLinuxやWindows OSベースのLINDBERGHなどがある）、本基板のようなアーケードゲーム専用のシステムアーキテクチャを持つ基板は姿を消して行った。
部品調達難に伴い、修理サポートは2017年3月31日を以って終了した。

## スペック
- CPU : SH-4 128bitグラフィック内蔵RISC CPU 動作周波数200MHz 360MIPS/1.4GFLOPS 2個搭載
- RAM : 64MB
- VRAM :28MB
- サウンド : スーパーインテリジェントプロセッサ, 32bit RISC CPU内蔵（64チャンネルADPCM）
- サウンドRAM : 8MB
- 搭載可能ROM容量 : 最大352MB
- 最大同時発色数 : 約1677万色
- 解像度 : 24kHz 496×384、31kHz 640×480
- ポリゴン表示能力 : 200万/秒
- シェーディング : フォンシェーディング
- 光源種類 : 平行光源、点光源、スポットライト
- 光源数 : 最大1024光源／シーン、最大4光源／ポリゴン
- ウインドウ機能 : 8面
- 拡張機能 : 対戦通信機能、Audio4チャンネル拡張機能、PCI, MIDI, RS-232C
- その他 : ビットマップ面（最大2面）、カレンダ機能、Dual Monitor機能（24kHz時）、JAMMA VIDEO規格

## 作品リスト
- 消防士 BRAVE FIRE FIGHTERS （1999年、セガ/AM1研）[2][3]
- スター・ウォーズ:レーサー アーケード（英語版） （2000年、セガ/セガロッソ）[4]
- ナスカー アーケード（英語版） （2000年、セガ）[4]
- プラネットハリアーズ（英語版） （2000年、セガ）[5]
- エアトリックス （2001年、セガ）[6][7]
- 電脳戦機バーチャロン フォース （2001年、セガ/ヒットメーカー）[8]